# 迪倫·沃爾什
迪倫·沃爾什（英語：Dylan Walsh，1963年11月17日—）是美國的一位演員。他最著名的作品是在FX電視劇整容室中飾演Dr. Sean McNamara角色。

## 外部連結
- 迪倫·沃爾什在互联网电影资料库（IMDb）上的資料（英文）